# Paraleptamphopus caerulus
Paraleptamphopus caerulus is een vlokreeftensoort uit de familie van de Paraleptamphopidae. De wetenschappelijke naam van de soort is voor het eerst geldig gepubliceerd in 1885 door Thomson.